# Ordasfalva
Ordasfalva (1899-ig Oreszka, szlovákul: Oreské) község Szlovákiában, a Kassai kerület Nagymihályi járásában.

## Fekvése
Nagymihálytól 12 km-re északra, a Vihorlát-hegység lábánál fekszik.

## Története
1358-ban említik először.
A 18. század végén Vályi András így ír róla: „ORESZKA. Tót falu Zemplén Várm. földes Ura G. Sztáray, és több Uraságok, lakosai katolikusok, és ó hitűek, fekszik n. k. Porubkához, n. ny. Sztárához mint egy 1/2 órányira, határja három nyomásbéli, gabonát, zabot, ’s meg lehetős búzát, és árpát terem, erdejek tölgyes, és bikkes, szőlő hegye is van, és réttye középszerű, piatzok Homonnán.”
Fényes Elek 1851-ben kiadott geográfiai szótárában így ír a faluról: „Oreszka, tót-orosz falu, Zemplén vmegyében, Sztára fil., 710 rom., 152 g. kath., 16 zsidó lak., 654 hold szántófölddel. F. u. gr. Sztáray. Ut. p. N. Mihály.”
Borovszky Samu monográfiasorozatának Zemplén vármegyét tárgyaló része szerint: „Ordasfalva, előbb Oreszka, Ung vármegye határán fekszik s 97 házában 478 lakost számlál, a kik nagyobb részben róm. kath. vallású tótok. Postája Sztára, távírója és vasúti állomása Nagymihály. Hajdan Ung vármegyéhez tartozott és Oroszka, sőt Oroska és Oroszfölde néven is szerepelt. Első birtokosaiul 1419-ben a Nagymihályi és a Tibai családokat ismerjük. Azután a Lucskaiak lettek az urai. 1512-ben Kasuhi Jánost, Jakabot és Imrét, 1562-ben Forgách Simont, 1575-ben Fekete Ferenczet, 1575-ben Barlas Istvánt s 1579-ben Máriássy Pált iktatják némely részeibe. Az 1598-iki összeírás 7 birtokosát említi, nevezetesen Bankó Mihályt, Nagymihályi Dénes özvegyét, Fekésházy Jánost, Sztáray Ferenczet, Vinnay Lászlót, Paczoth Ferenczet és Rákóczy Ferenczet. 1602-ben Nagymihályi Eödönffy Kristófot iktatják részeibe. 1774-ben gróf Sztáray János és Szemere László a földesurai, de most csak a gróf Sztárayaknak van itt nagyobb birtokuk. Két temploma közül a római katholikus a a mult század első felében épült, ellenben a görög katholikus templom újabb keletű. Ide tartozik az Alsóúti malom és a Felsővízi malom.”
1920-ig Zemplén vármegye Nagymihályi járásához tartozott.

## Népessége
| Év:            | 1994. | 2004.   | 2014.   | 2024.   |
| -------------- | ----- | ------- | ------- | ------- |
| Emberek száma: | 525   | 495     | 481     | 474     |
| Eltérés:       |       | -5,71 % | -2,82 % | -1,45 % |

| Év:            | 2023. | 2024.   |
| -------------- | ----- | ------- |
| Emberek száma: | 480   | 474     |
| Eltérés:       |       | -1,25 % |

1910-ben 464, túlnyomórészt szlovák anyanyelvű lakosa volt.
2001-ben 499 lakosából 494 szlovák volt.
2011-ben 485 lakosából 474 szlovák volt.